# 思春期こじらせバラエティ 青春カタルシス
『思春期こじらせバラエティ　青春カタルシス』は、関西テレビで2011年5月5日から5月19日まで3回連続で毎週木曜日深夜（カキューン!!枠）に放送されたバラエティ番組。2011年11月4日に全3回と未公開映像などを収めたDVD『みうらじゅんの思春期こじらせバラエティ　青春カタルシス』が発売された。

## 概要
出演者はMCでこの童貞サミットの主宰みうらじゅん、それに性春の3巨頭（＝自慰スリー）として伊集院光（性春パーソナリティ）、岡田圭右（ローションいらずのすべり王）、藤井シェリー（ハーフ系セクシー女優）の合計4人。タキシード＆ドレスの厳かな雰囲気の中、甘酸っぱかった“あの頃”思春期を思い出しては童貞目線（処女目線）からの、くだらないトークが繰り広げられる…
番組コンセプトは「思春期の頃のHなバカ話」がとにかくしたい！それも地上波のテレビで！！というもの。すでに性春のバイブル『D.T.』で知られていたみうらじゅん、伊集院光の両名が揃うという奇跡のコラボでも一部マニアの話題を集めた。スタッフも思春期をこじらせたものが多く、当初2回分が予定されていた収録は、結果的に3回分にも及ぶものとなった。また、ナレーターに機動戦士ガンダムのアムロ・レイなどで知られる大物古谷徹氏が当たっていて、ややもすると低俗になりがちな番組を品位あるナレーションで包み込んでいる。

## 出演
- みうらじゅん
- 伊集院光
- 岡田圭右（ますだおかだ）
- 藤井シェリー

（再現VTR）
- 鎌田奈津美ほか

## 放送リスト
| 回 | 放送日  | 内容 |
| -- | ------- | --- |
| 1  | 5月5日  | 太った友人の胸を揉む、ひとりHバレそうな時のプチギレ、女子のサドルに欲情（                                |
| 2  | 5月12日 | AVのタイトルをカモフラージュ、透明人間になった夢を見る、本番に向けてのイメトレ、終電がなくなる時間を計算 |
| 3  | 5月19日 | 「髪を触る女性は欲求不満」を信じている、ページの接着でオカズがバレる、ポケットから手が出せなくなる       |

## スタッフ
- ナレーター：古谷徹
- 構成：とちぼり元、清山智之、増子光男
- カメラ：稲田晃宏、植田和彦
- 音声：大塚祐治
- VE：柴崎明成
- 技術：ROGUE
- 編集：佐々木勝成、呉嶸振、荒山和之
- 音効：村松聡
- MA：寺坂昭一郎、村松勝弘
- 編成：野村亙
- 宣伝：宮木佐和子
- AP：吉本朗子
- ディレクター：中村拓史
- 演出：目黒隆志
- プロデューサー：澤田芳博（関西テレビ）、小池竜二（リーライダーす）
- 制作協力：リーライダーす
- 制作著作：関西テレビ

## 放送局
| 放送対象地域 | 放送局           | 放送日時              | 備考   |
| ------------ | ---------------- | --------------------- | ------ |
| 近畿広域圏   | 関西テレビ       | 2011年5月5日 - 19日   | 制作局 |
| 北海道       | 北海道文化放送   | 2011年8月6日 - 20日   |        |
| 山形県       | さくらんぼテレビ | 2011年10月3日 - 17日  |        |
| 新潟県       | 新潟総合テレビ   | 2011年7月27・28・29日 |        |

## DVD
- 『みうらじゅんの思春期こじらせバラエティ 青春カタルシス』（2011年11月4日、TCエンタテインメント）

#51-53「思春期こじらせバラエティ 青春カタルシス」をDVD化。発売を記念して#51,52が関西テレビで再放送された（2011年8月20日（土）25:35 - 26:05、10月16日（日）26:10 - 26:40）。#53はなぜか2013年5月9日（木）27:00 - 27:30再放送された。